# 105e bataillon de tirailleurs sénégalais
Le 105e bataillon de tirailleurs sénégalais (105e BTS) est un bataillon français des troupes coloniales.

## Création et différentes dénominations
- 22/07/1917: formation du 105e bataillon de tirailleurs sénégalais à Saint-Raphaël par un bataillon de renfort et 503 hommes provenant du 73e BTS
- 01/06/1918: reçoit 300 tirailleurs en renfort du 72e BTS
- 28/06/1918: reçoit de nouveaux renforts des 72e, 73e, 90e et 91e BTS
- 13/11/1918: 112 hommes passent au 27e RTS et 322 au 36e RTS
- 23/04/1919: 354 hommes rejoignent le 119e BTS

## Chefs de corps
- 22/07/1917 : capitaine Colin
- 01/08/1917 : chef de bataillon Carrère

## Historique des garnisons, combats et batailles du105eBTS
- 17/09/1917: départ pour l'Afrique du Nord
- 24/09/1917: arrivée à Bône
- 27/09/1917: arrivée à Gafsa
- 14 - 28/12/1917: participation d'un détachement de 197 hommes à une opération de police
- 13/04/8/1918: départ à destination de Marseille
- 26/04/1918: arrivée à Marseille et départ en direction de Saint-Raphaël
- 04/05/1918: installation à Saint-Raphaël
- 03/06/1918: départ de Saint-Raphaël pour les zones de combats
- 05/07/1918: arrivée à Nanteuil le Haudouin
- 06/07/1918: la 1re compagnie dirigée sur Plessis Belleville; la 2e compagnie sur la sucrerie de Beaurain
- 07/07/1918: l'état major est dirigé sur Verberie; 3e compagnie sur Béthisy-Saint-Pierre; la 4e compagnie sur Émeville
- 07/07/1918: le bataillon est affecté à la 10e Armée comme bataillon de travailleurs
- 01/08/1918: 2e compagnie dirigée sur Villers-Cotterêts
- 06/08/1918: le bataillon devient Centre d'instruction de la 17e DI
- 08/08/1918: le bataillon est regroupé à Étavigny
- 05/09/1918: départ à destination de Rutel et Villemeneux
- 27/09/1918: arrivée à Vémars
- 15/11/1918: le reste du bataillon, stationné à Louvres embarque pour Perpignan
- 17/11/1918: cantonnement à la citadelle de Perpignan
- 25/11/1918: le bataillon fournit des détachements de travailleurs au Réseau du Midi à Narbonne, Castelnaudary, Carcassonne, Béziers, Cette et Perpignan

### Sources et bibliographie
Mémoire des Hommes